# Mistrzostwa Świata w Piłce Nożnej Kobiet 2015
Mistrzostwa Świata w Piłce Nożnej Kobiet 2015 (ang. FIFA Women’s World Cup 2015) – siódma edycja mistrzostw świata w piłce nożnej kobiet. Rozegrane zostały w Kanadzie w dniach 6 czerwca – 5 lipca na 6 stadionach. Wystąpiło w nich po raz pierwszy 24 zespołów z 6 konfederacji (w tym gospodarz – Kanada). Były to siódme mistrzostwa świata, rozgrywane po raz pierwszy w Kanadzie. Jednocześnie były to trzecie w historii mistrzostwa w Ameryce. Poprzednie odbyły się w 2003 w Stanach Zjednoczonych. Zwyciężyły Amerykanki pokonując 5:2 reprezentację Japonii.

## Procedura wyboru gospodarza
Wybór gospodarza mistrzostw decydował się pomiędzy dwoma państwami Kanadą oraz Zimbabwe. Wymagane dokumenty potwierdzające chęć organizowania turnieju trzeba było złożyć do końca grudnia 2010 roku.
Zimbabwe wycofało się w dniu 1 marca 2011 roku. Kraj ten postrzegany jest jako niestabilny politycznie i gospodarczo, a w kraju rządzi reżim Mugambe, dodatkowo zespół narodowy tego państwa nie należy do dobrych zespołów. W momencie zgłaszania kandydatury reprezentacja Zimbabwe zajmowała 103 miejsce w rankingu FIFA.

## Eliminacje
W tym turnieju liczba zespołów została rozszerzona z 16 do 24, a liczba meczów wzrosła z 32 do 52 spotkań. 11 czerwca 2012 roku FIFA zdecydowała o zmianie liczby uczestników z danych konfederacji kontynentalnych tak aby zwiększyła się liczba uczestników turnieju o kolejne osiem zespołów:
- AFC (Azja): 5 uczestników (poprzednio 3)
- CAF (Afryka): 3 uczestników (poprzednio 2)
- CONCACAF (Ameryka Północna, Środkowa, Karaiby): 3.5+1(gospodarz) uczestników (poprzednio 2.5)
- CONMEBOL (Ameryka Południowa): 2.5 uczestników (poprzednio 2)
- OFC (Oceania): 1 uczestnik (poprzednio 1)
- UEFA (Europa): 8 uczestników (poprzednio 4.5+1)

### Dyskwalifikacja Korei Północnej
Podczas kontroli antydopingowej podczas poprzednich mistrzostwach świata kilka zawodniczek Korei Północnej uzyskała pozytywny wynik badań. Spowodowane było to lekami zwiększającymi wydajność zawodniczek. W związku z tym FIFA zakazała udziału reprezentacji Korei Północnej w mistrzostwach świata w 2015 roku. Był to pierwszy turniej bez tego państwa od 1995.

### Uczestnicy
| Drużyna                  | Strefa kwalifikacyjna | Data kwalifikacji    | Udziały w mistrzostwach | Najlepszy wynik                 | Ostatni występ |
| ------------------------ | --------------------- | -------------------- | ----------------------- | ------------------------------- | -------------- |
| Kanada                   | gospodarz             | 3 marca 2011         | 6                       | Czwarte miejsce (2003)          | 2011           |
| Chiny                    | AFC                   | 17 maja 2014         | 6                       | Drugie miejsce (1999)           | 2007           |
| Korea Południowa         | AFC                   | 17 maja 2014         | 2                       | Faza grupowa (2003)             | 2003           |
| Japonia                  | AFC                   | 18 maja 2014         | 7                       | Mistrzostwo (2011)              | 2011           |
| Australia                | AFC                   | 18 maja 2014         | 6                       | Ćwierćfinał (2007)              | 2011           |
| Tajlandia                | AFC                   | 21 maja 2014         | 1                       | Debiut                          | -              |
| Szwajcaria               | UEFA                  | 15 czerwca 2014      | 1                       | Debiut                          | -              |
| Anglia                   | UEFA                  | 21 sierpnia 2014     | 4                       | Ćwierćfinał (1995, 2007, 2011)  | 2011           |
| Norwegia                 | UEFA                  | 13 września 2014     | 7                       | Mistrzostwo (1995)              | 2011           |
| Niemcy                   | UEFA                  | 13 września 2014     | 7                       | Mistrzostwo (2003, 2007)        | 2011           |
| Hiszpania                | UEFA                  | 13 września 2014     | 1                       | Debiut                          | -              |
| Francja                  | UEFA                  | 13 września 2014     | 3                       | Czwarte miejsce (2011)          | 2011           |
| Szwecja                  | UEFA                  | 17 września 2014     | 7                       | Drugie miejsce (2003)           | 2011           |
| Brazylia                 | CONMEBOL              | 26 września 2014     | 7                       | Drugie miejsce (2007)           | 2011           |
| Kolumbia                 | CONMEBOL              | 28 września 2014     | 2                       | Faza grupowa (2011)             | 2011           |
| Nigeria                  | CAF                   | 22 października 2014 | 7                       | Ćwierćfinał (1999)              | 2011           |
| Kamerun                  | CAF                   | 22 października 2014 | 1                       | Debiut                          | -              |
| Kostaryka                | CONCACAF              | 24 października 2014 | 1                       | Debiut                          | -              |
| Stany Zjednoczone        | CONCACAF              | 24 października 2014 | 7                       | Mistrzostwo (1991, 1999)        | 2011           |
| Wybrzeże Kości Słoniowej | CAF                   | 25 października 2014 | 1                       | Debiut                          | -              |
| Meksyk                   | CONCACAF              | 26 października 2014 | 3                       | Faza grupowa (1999, 2011)       | 2011           |
| Nowa Zelandia            | OFC                   | 29 października 2014 | 4                       | Faza grupowa (1991, 2007, 2011) | 2011           |
| Holandia                 | UEFA                  | 27 listopada 2014    | 1                       | Debiut                          | -              |
| Ekwador                  | CONMEBOL              | 2 grudnia 2014       | 1                       | Debiut                          | -              |

## Obiekty
Miasta Vancouver, Edmonton, Winnipeg, Ottawa, Montreal oraz Moncton zostały wybrane na gospodarzy meczów turnieju mistrzostw świata. Początkowo również Halifax był w gronie miast gospodarzy, jednak w marcu 2012 roku, miasto to zostało wycofane. Toronto nie zdecydowało się na oddanie swojej kandydatury z powodu potencjalnego otrzymania organizacji z igrzysk panamerykańskich. W związku z polityką FIFA przeciwko używaniu komercjalnych nazw stadionów, podczas turnieju stadion w Winnipeg nie będzie nazywał się Investors Group Field.
Kanada już wcześniej gościła turnieje FIFA. W 1987 roku odbył się tu turniej mistrzostw świata do lat 16. W 2002 roku odbyła się tu pierwsza edycja mistrzostw świata kobiet do lat 20, zaś w 2007 roku odbyły się tu mistrzostwa świata do lat 20 mężczyzn.
| MontrealEdmontonVancouverWinnipegOttawaMoncton Miasta-organizatorzy na mapie Kanady |                       |                      |                   |
| MontrealEdmontonVancouverWinnipegOttawaMoncton Miasta-organizatorzy na mapie Kanady | Montreal              | Edmonton             | Vancouver         |
| ----------------------------------------------------------------------------------- | --------------------- | -------------------- | ----------------- |
| MontrealEdmontonVancouverWinnipegOttawaMoncton Miasta-organizatorzy na mapie Kanady | Stadion Olimpijski    | Commonwealth Stadium | BC Place          |
| MontrealEdmontonVancouverWinnipegOttawaMoncton Miasta-organizatorzy na mapie Kanady | Pojemność: 61,004     | Pojemność: 53,058    | Pojemność: 54,500 |
| MontrealEdmontonVancouverWinnipegOttawaMoncton Miasta-organizatorzy na mapie Kanady |                       |                      |                   |
| MontrealEdmontonVancouverWinnipegOttawaMoncton Miasta-organizatorzy na mapie Kanady | Winnipeg              | Ottawa               | Moncton           |
| MontrealEdmontonVancouverWinnipegOttawaMoncton Miasta-organizatorzy na mapie Kanady | Investors Group Field | Frank Clair Stadium  | Stade Moncton     |
| MontrealEdmontonVancouverWinnipegOttawaMoncton Miasta-organizatorzy na mapie Kanady | Pojemność: 33,422     | Pojemność: 24,000    | Pojemność: 13,000 |
| MontrealEdmontonVancouverWinnipegOttawaMoncton Miasta-organizatorzy na mapie Kanady |                       |                      |                   |

## Faza grupowa
W prowizorycznym terminarzu turnieju jaki ukazał się 21 marca 2013, drużynę gospodyń turnieju - Kanadyjki wyznaczono jako drużynę rozgrywającą swoje spotkania w grupie A z pierwszego koszyka. Losowanie grup odbędzie się 6 grudnia 2014 roku w Kanadyjskim Muzeum Natury w Ottawie.
W fazie grupowej inaczej pierwszej rundzie udział bierze dwadzieścia cztery zespoły, które zostaną przydzielone do sześciu czterozespołowych grup. Mecze każdej grupy rozgrywane są systemem kołowym w jednej rundzie spotkań. Daje sześć spotkań w każdej z grup. Drużyny za zwycięstwo w meczu zdobywają trzy punkty, jeden punkt za remis, zaś za porażkę drużyna nie otrzymuje punktów. Dwie najlepsze drużyny każdej z grup oraz cztery drużyny z trzecich miejsc z najlepszym bilansem spotkań uzyskują awans do fazy pucharowej.
- Pozycję każdego zespołu w każdej grupie są określane w następującej kolejności:

1. Punkty uzyskane we wszystkich meczach grupowych;
2. Różnica bramek we wszystkich meczach grupowych;
3. Liczba goli zdobytych we wszystkich meczach grupowych;

- Jeśli dwa lub więcej zespołów na podstawie powyższych kryteriów dalej są na tej samej pozycji, ich pozycje będą określane w następujący sposób:

1. Wynik meczu między zainteresowanymi zespołami;
2. Różnica bramek w meczach pomiędzy zainteresowanymi zespołami;
3. Liczba goli zdobytych w meczach pomiędzy zainteresowanymi zespołami;
4. Losowanie FIFA Komitetu Organizacyjnego.

### Grupa A
| Zespół        | Pkt | M | W | R | P | Br+ | Br- | +/- |
| ------------- | --- | - | - | - | - | --- | --- | --- |
| Kanada        | 5   | 3 | 1 | 2 | 0 | 2   | 1   | +1  |
| Chiny         | 4   | 3 | 1 | 1 | 1 | 3   | 3   | 0   |
| Holandia      | 4   | 3 | 1 | 1 | 1 | 2   | 2   | 0   |
| Nowa Zelandia | 2   | 3 | 0 | 2 | 1 | 2   | 3   | -1  |

| 6 czerwca 2015 16:00 (UTC-6) | Kanada · Sinclair 90+2' (k.) | 1:0(0:0)Raport | Chiny | Commonwealth Stadium, Edmonton Widzów: 53 058 Sędzia: Kateryna Monzul |
|                              |                              |                |       |                                                                       |

| 6 czerwca 2015 19:00 (UTC-6) | Nowa Zelandia | 0:1(0:1)Raport | Holandia · 33' Martens | Commonwealth Stadium, Edmonton Widzów: 53 058 Sędzia: Quetzalli Alvarado |
|                              |               |                |                        |                                                                          |

| 11 czerwca 2015 16:00 (UTC-6) | Chiny · Wang Lisi 90+1' | 1:0(0:0)Raport | Holandia | Commonwealth Stadium, Edmonton Widzów: 35 544 Sędzia: Yeimy Martinez |
|                               |                         |                |          |                                                                      |

| 11 czerwca 2015 19:00 (UTC-6) | Kanada | 0:0(0:0)raport | Nowa Zelandia | Commonwealth Stadium, Edmonton Widzów: 35 544 Sędzia: Bibiana Steinhaus |
|                               |        |                |               |                                                                         |

| 15 czerwca 2015 19:30 (UTC-4) | Holandia · Van De Ven 87' | 1:1(0:1)Raport | Kanada · 10' Lawrence | Stadion Olimpijski, Montreal Widzów: 45 420 Sędzia: Ri Hyang-ok |
|                               |                           |                |                       |                                                                 |

| 15 czerwca 2015 18:30 (UTC-5) | Chiny · Wang Lisi 41' (k.) · Wang Shanshan 60' | 2:2(1:1)Raport | Nowa Zelandia · 28' Stott · 64' Wilkinson | Investors Group Field, Winnipeg Widzów: 26 191 Sędzia: Katalin Kulcsar |
|                               |                                                |                |                                           |                                                                        |

### Grupa B
| Zespół                   | Pkt | M | W | R | P | Br+ | Br- | +/- |
| ------------------------ | --- | - | - | - | - | --- | --- | --- |
| Niemcy                   | 7   | 3 | 2 | 1 | 0 | 15  | 1   | +14 |
| Norwegia                 | 7   | 3 | 2 | 1 | 0 | 8   | 2   | +6  |
| Tajlandia                | 3   | 3 | 1 | 0 | 2 | 3   | 10  | -7  |
| Wybrzeże Kości Słoniowej | 0   | 3 | 0 | 0 | 3 | 3   | 16  | -13 |

| 7 czerwca 2015 13:00 (UTC-4) | Norwegia · Rønning 16' · Herlovsen 29', 34' · Hegerberg 68' | 4:0(3:0)Raport | Tajlandia | Frank Clair Stadium, Ottawa Widzów: 20 953 Sędzia: Anna-Marie Keighley |
|                              |                                                             |                |           |                                                                        |

| 7 czerwca 2015 16:00 (UTC-4) | Niemcy · Šašić 3', 14', 31' · Mittag 29', 35', 64' · Laudehr 71' · Däbritz 75' · Behringer 79' · Popp 85' | 10:0(5:0)Raport | Wybrzeże Kości Słoniowej | Frank Clair Stadium, Ottawa Widzów: 20 953 Sędzia: Carol Anne Chenard |
|                              | |                 |                          |                                                                       |

| 11 czerwca 2015 16:00 (UTC-4) | Niemcy · Mittag 6' | 1:1(1:0)Raport | Norwegia · 61' Mjelde | Frank Clair Stadium, Ottawa Widzów: 18 987 Sędzia: Teodora Albon |
|                               |                    |                |                       |                                                                  |

| 11 czerwca 2015 19:00 (UTC-4) | Wybrzeże Kości Słoniowej · N'Guessan 4' · Nahi 88' | 2:3(1:2)Raport | Tajlandia · 26', 45+3'Srimanee · 75' Chawong | Frank Clair Stadium, Ottawa Widzów: 18 987 Sędzia: Margaret Domka |
|                               |                                                    |                |                                              |                                                                   |

| 15 czerwca 2015 15:00 (UTC-5) | Tajlandia | 0:4(0:1)Raport | Niemcy · 24' Leupolz · 56', 58' Petermann · 73' Däbritz | Investors Group Field, Winnipeg Widzów: 26 191 Sędzia: Gladys Lengwe |
|                               |           |                |                                                         |                                                                      |

| 15 czerwca 2015 17:00 (UTC-3) | Wybrzeże Kości Słoniowej · N'Guessan 71' | 1:3(0:1)Raport | Norwegia · 6', 62' Hegerberg · 67' Gulbrandsen | Stade Moncton, Moncton Widzów: 7 147 Sędzia: Salomé di Iorio |
|                               |                                          |                |                                                |                                                              |

### Grupa C
| Zespół     | Pkt | M | W | R | P | Br+ | Br- | +/- |
| ---------- | --- | - | - | - | - | --- | --- | --- |
| Japonia    | 9   | 3 | 3 | 0 | 0 | 3   | 0   | +3  |
| Kamerun    | 6   | 3 | 2 | 0 | 1 | 9   | 3   | +6  |
| Szwajcaria | 3   | 3 | 1 | 0 | 2 | 11  | 4   | +7  |
| Ekwador    | 0   | 3 | 0 | 0 | 3 | 1   | 17  | -16 |

| 8 czerwca 2015 16:00 (UTC-7) | Kamerun · Ngono Mani 34' · Enganamouit 36', 73', 90+4' (k.) · Manie 44' (k.) · Onguéné 79' (k.) | 6:0(3:0)Raport | Ekwador | BC Place, Vancouver Widzów: 25 942 Sędzia: Katalin Kulcsár |
|                              |                                                                                                 |                |         |                                                            |

| 8 czerwca 2015 19:00 (UTC-7) | Japonia · Miyama 29' (k.) | 1:0(1:0)Raport | Szwajcaria | BC Place, Vancouver Widzów: 25 942 Sędzia: Lucila Venegas |
|                              |                           |                |            |                                                           |

| 12 czerwca 2015 16:00 (UTC-7) | Szwajcaria · Ponce 24' (sam.), 71' (sam.) · Aigbogun 45+2' · Humm 47', 49', 52' · Bachmann 60' (penk.), 61', 81' · Moser 76' | 10:1(2:0)Raport | Ekwador | BC Place, Vancouver Widzów: 31 441 Sędzia: Rita Gani |
|                               | |                 |         |                                                      |

| 12 czerwca 2015 19:00 (UTC-7) | Japonia · Sameshima 6' · Sugasawa 17' | 2:1(2:0)Raport | Kamerun · 90' Nchout | BC Place, Vancouver Widzów: 31 441 Sędzia: Pernilla Larsson |
|                               |                                       |                |                      |                                                             |

| 16 czerwca 2015 16:00 (UTC-5) | Ekwador | 0:1(0:1)Raport | Japonia · 5' Ōgimi | Investors Group Field, Winnipeg Widzów: 14 522 Sędzia: Melissa Borjas |
|                               |         |                |                    |                                                                       |

| 16 czerwca 2015 15:00 (UTC-6) | Szwajcaria · Crnogorčević 24' | 1:2(1:0)Raport | Kamerun · 47' Onguéné · 62' Ngono Mani | Commonwealth Stadium, Edmonton Widzów: 10 177 Sędzia: Claudia Umpierrez |
|                               |                               |                |                                        |                                                                         |

### Grupa D
| Zespół            | Pkt | M | W | R | P | Br+ | Br- | +/- |
| ----------------- | --- | - | - | - | - | --- | --- | --- |
| Stany Zjednoczone | 7   | 3 | 2 | 1 | 0 | 4   | 1   | +3  |
| Australia         | 4   | 3 | 1 | 1 | 1 | 4   | 4   | 0   |
| Szwecja           | 3   | 3 | 0 | 3 | 0 | 4   | 4   | 0   |
| Nigeria           | 1   | 3 | 0 | 1 | 2 | 3   | 6   | -3  |

| 8 czerwca 2015 15:00 (UTC-5) | Szwecja · Oparanozie 21' (sam.) · Fischer 31' · Sembrant 60' | 3:3(2:0)Raport | Nigeria · 50' Okobi · 53' Oshoala · 87' Ordega | Investors Group Field, Winnipeg Widzów: 31 148 Sędzia: Ri Hyang-ok |
|                              |                                                              |                |                                                |                                                                    |

| 8 czerwca 2015 18:30 (UTC-5) | Stany Zjednoczone · Rapinoe 12', 78' · Press 61' | 3:1(1:1)Raport | Australia · 27' De Vanna | Investors Group Field, Winnipeg Widzów: 31 148 Sędzia: Claudia Umpierrez |
|                              |                                                  |                |                          |                                                                          |

| 12 czerwca 2015 16:00 (UTC-5) | Australia · Simon 29', 68' | 2:0(1:0)Raport | Nigeria | Investors Group Field, Winnipeg Widzów: 32 716 Sędzia: Stéphanie Frappart |
|                               |                            |                |         |                                                                           |

| 12 czerwca 2015 19:00 (UTC-5) | Stany Zjednoczone | 0:0Raport | Szwecja | Investors Group Field, Winnipeg Widzów: 32 716 Sędzia: Sachiko Yamagishi |
|                               |                   |           |         |                                                                          |

| 16 czerwca 2015 17:00 (UTC-7) | Nigeria | 0:1(0:0)Raport | Stany Zjednoczone · 45' Wambach | BC Place, Vancouver Widzów: 52 193 Sędzia: Kateryna Monzul |
|                               |         |                |                                 |                                                            |

| 16 czerwca 2015 18:00 (UTC-6) | Australia · De Vanna 5' | 1:1(1:1)Raport | Szwecja · 15' Jakobsson | Commonwealth Stadium, Edmonton Widzów: 10 177 Sędzia: Lucia Venegas |
|                               |                         |                |                         |                                                                     |

### Grupa E
| Zespół           | Pkt | M | W | R | P | Br+ | Br- | +/- |
| ---------------- | --- | - | - | - | - | --- | --- | --- |
| Brazylia         | 9   | 3 | 3 | 0 | 0 | 4   | 0   | +4  |
| Korea Południowa | 4   | 3 | 1 | 1 | 1 | 4   | 5   | -1  |
| Kostaryka        | 2   | 3 | 0 | 2 | 1 | 3   | 4   | -1  |
| Hiszpania        | 1   | 3 | 0 | 1 | 2 | 2   | 4   | -2  |

| 9 czerwca 2015 16:00 (UTC-4) | Hiszpania · Losada 13' | 1:1(1:1)Raport | Kostaryka · 14' R. Rodríguez | Stadion Olimpijski, Montreal Widzów: 10 175 Sędzia: Salomé di Iorio |
|                              |                        |                |                              |                                                                     |

| 9 czerwca 2015 19:00 (UTC-4) | Brazylia · Formiga 33' · Marta 53' (k) | 2:0(1:0)Raport | Korea Południowa | Stadion Olimpijski, Montreal Widzów: 10 175 Sędzia: Esther Staubli |
|                              |                                        |                |                  |                                                                    |

| 13 czerwca 2015 16:00 (UTC-4) | Brazylia · Silva 44' | 1:0(1:0)Raport | Hiszpania | Stadion Olimpijski, Montreal Widzów: 28 623 Sędzia: Carol Chenard |
|                               |                      |                |           |                                                                   |

| 13 czerwca 2015 19:00 (UTC-4) | Korea Południowa · Ji So-yun 21' (k.) · Jeon Ga-eul 25' | 2:2(2:1)Raport | Kostaryka · 17' Herrera · 89' Villalobos | Stadion Olimpijski, Montreal Widzów: 28 623 Sędzia: Carina Vitulano |
|                               |                                                         |                |                                          |                                                                     |

| 17 czerwca 2015 20:00 (UTC-3) | Kostaryka | 0:1(0:0)raport | Brazylia · 83' Raquel | Stade Moncton, Moncton Widzów: 9 543 Sędzia: Efthalia Mitsi |
|                               |           |                |                       |                                                             |

| 17 czerwca 2015 19:00 (UTC-4) | Korea Południowa · Cho So-hyun 53' · Kim Soo-yun 78' | 2:1(0:1)raport | Hiszpania · 29' Boquete | Frank Clair Stadium, Ottawa Widzów: 21 562 Sędzia: Anna-Marie Keighley |
|                               |                                                      |                |                         |                                                                        |

### Grupa F
| Zespół   | Pkt | M | W | R | P | Br+ | Br- | +/- |
| -------- | --- | - | - | - | - | --- | --- | --- |
| Francja  | 6   | 3 | 2 | 0 | 1 | 6   | 2   | +4  |
| Anglia   | 6   | 3 | 2 | 0 | 1 | 4   | 3   | +1  |
| Kolumbia | 4   | 3 | 1 | 1 | 1 | 4   | 3   | +1  |
| Meksyk   | 1   | 3 | 0 | 1 | 2 | 2   | 8   | -6  |

| 9 czerwca 2015 14:00 (UTC-3) | Francja · Le Sommer 29' | 1:0(1:0)Raport | Anglia | Stade Moncton, Moncton Widzów: 11 686 Sędzia: Efthalia Mitsi |
|                              |                         |                |        |                                                              |

| 9 czerwca 2015 17:00 (UTC-3) | Kolumbia · Montoya 82' | 1:1(0:1)Raport | Meksyk · 36' V. Pérez | Stade Moncton, Moncton Widzów: 11 686 Sędzia: Therese Neguel |
|                              |                        |                |                       |                                                              |

| 13 czerwca 2015 14:00 (UTC-3) | Francja | 0:2(0:1)Raport | Kolumbia · 19' Andrade · 90+3' Usme | Stade Moncton, Moncton Widzów: 13 138 Sędzia: Qin Lian |
|                               |         |                |                                     |                                                        |

| 13 czerwca 2015 17:00 (UTC-3) | Anglia · Kirby 71' · Carney 82' | 2:1(0:0)Raport | Meksyk · 90+1' Ibarra | Stade Moncton, Moncton Widzów: 13 138 Sędzia: Anna-Marie Keighley |
|                               |                                 |                |                       |                                                                   |

| 17 czerwca 2015 16:00 (UTC-4) | Meksyk | 0:5(0:4)Raport | Francja · 1' Delie · 9' (sam.) Ruiz · 13', 36' Le Sommer · 80' Henry | Frank Clair Stadium, Ottawa Widzów: 21 562 Sędzia: Sachiko Yamagishi |
|                               |        |                |                                                                      |                                                                      |

| 17 czerwca 2015 16:00 (UTC-4) | Anglia · Carney 15' · Williams 38' (k.) | 2:1(2:0)Raport | Kolumbia · 90+4' Andrade | Stadion Olimpijski, Montreal Widzów: 13 862 Sędzia: Carol Chenard |
|                               |                                         |                |                          |                                                                   |

### Klasyfikacja trzecich miejsc
Cztery najlepsze drużyny spośród tych, które zajęły trzecie miejsca w swoich grupach ustalane są w następującej kolejności:
1. Punkty uzyskane we wszystkich meczach grupowych;
2. Różnica bramek we wszystkich meczach grupowych;
3. Liczba goli zdobytych we wszystkich meczach grupowych;
4. Losowanie FIFA Komitetu Organizacyjnego.

| Grupa | Zespół     | Pkt | M | W | R | P | Br+ | Br- | +/- |
| ----- | ---------- | --- | - | - | - | - | --- | --- | --- |
| F     | Kolumbia   | 4   | 3 | 1 | 1 | 1 | 4   | 3   | +1  |
| A     | Holandia   | 4   | 3 | 1 | 1 | 1 | 2   | 2   | 0   |
| C     | Szwajcaria | 3   | 3 | 1 | 0 | 2 | 11  | 4   | +7  |
| D     | Szwecja    | 3   | 3 | 0 | 3 | 0 | 4   | 4   | 0   |
| B     | Tajlandia  | 3   | 3 | 1 | 0 | 2 | 3   | 10  | -6  |
| E     | Kostaryka  | 2   | 3 | 0 | 2 | 1 | 2   | 3   | -1  |

## Faza pucharowa
W fazie pucharowej uczestniczyć będzie 16 zespołów, które awansowały z fazy grupowej. Ta część rywalizacji składać się będzie z czterech rund, w każdej rundzie odpada połowa drużyn. Po wyłonieniu czterech najlepszych drużyn turnieju, przegrani tych spotkań rozegrają mecz o brązowy medal, zaś zwycięzcy o tytuł mistrzowski. W każdym ze spotkań fazy pucharowej mecz zakończony w regulaminowym czasie remisem musi być rozstrzygnięty poprzez trzydziestominutową dogrywkę, jeżeli wynik nadal pozostanie nie rozstrzygnięty, rozstrzyga seria rzutów karnych.
|  |                             |                   |                            |                          |                             |                             |                             |                   |                   |                   |                         |                         |                         |  |  |       |       |       |
|  | 1/8 finału                  | 1/8 finału        | 1/8 finału                 |                          |                             | Ćwierćfinały                | Ćwierćfinały                | Ćwierćfinały      |                   |                   | Półfinały               | Półfinały               | Półfinały               |  |  | Finał | Finał | Finał |
|  | 1/8 finału                  | 1/8 finału        | 1/8 finału                 |                          |                             | Ćwierćfinały                | Ćwierćfinały                | Ćwierćfinały      |                   |                   | Półfinały               | Półfinały               | Półfinały               |  |  | Finał | Finał | Finał |
|  | 20 czerwca 2015 - Edmonton  |                   |                            |                          |                             |                             |                             |                   |                   |                   |                         |                         |                         |  |  |       |       |       |
|  |                             |                   |                            |                          |                             |                             |                             |                   |                   |                   |                         |                         |                         |  |  |       |       |       |
|  | Chiny                       | Chiny             | 1                          |                          |                             |                             |                             |                   |                   |                   |                         |                         |                         |  |  |       |       |       |
|  | Chiny                       | Chiny             | 1                          | 26 czerwca 2015 - Ottawa |                             |                             |                             |                   |                   |                   |                         |                         |                         |  |  |       |       |       |
|  | Kamerun                     | Kamerun           | 0                          |                          |                             |                             |                             |                   |                   |                   |                         |                         |                         |  |  |       |       |       |
|  | Kamerun                     | Kamerun           | 0                          |                          |                             | Chiny                       | Chiny                       | 0                 |                   |                   |                         |                         |                         |  |  |       |       |       |
|  | 22 czerwca 2015 - Edmonton  |                   |                            |                          |                             | Chiny                       | Chiny                       | 0                 |                   |                   |                         |                         |                         |  |  |       |       |       |
|  |                             |                   | Stany Zjednoczone          | Stany Zjednoczone        | 1                           |                             |                             |                   |                   |                   |                         |                         |                         |  |  |       |       |       |
|  | Stany Zjednoczone           | Stany Zjednoczone | Stany Zjednoczone          | Stany Zjednoczone        | 1                           | 2                           |                             |                   |                   |                   |                         |                         |                         |  |  |       |       |       |
|  | Stany Zjednoczone           | Stany Zjednoczone |                            |                          |                             | 2                           | 30 czerwca 2015 - Montreal  |                   |                   |                   |                         |                         |                         |  |  |       |       |       |
|  | Kolumbia                    | Kolumbia          | 0                          |                          |                             |                             |                             |                   |                   |                   |                         |                         |                         |  |  |       |       |       |
|  | Kolumbia                    | Kolumbia          | 0                          |                          |                             | Stany Zjednoczone           | Stany Zjednoczone           | 2                 |                   |                   |                         |                         |                         |  |  |       |       |       |
|  | 20 czerwca 2015 - Ottawa    |                   |                            |                          |                             | Stany Zjednoczone           | Stany Zjednoczone           | 2                 |                   |                   |                         |                         |                         |  |  |       |       |       |
|  |                             |                   | Niemcy                     | Niemcy                   | 0                           |                             |                             |                   |                   |                   |                         |                         |                         |  |  |       |       |       |
|  | Niemcy                      | Niemcy            | Niemcy                     | Niemcy                   | 0                           | 4                           |                             |                   |                   |                   |                         |                         |                         |  |  |       |       |       |
|  | Niemcy                      | Niemcy            | 26 czerwca 2015 - Montreal |                          |                             | 4                           |                             |                   |                   |                   |                         |                         |                         |  |  |       |       |       |
|  | Szwecja                     | Szwecja           | 1                          |                          |                             |                             |                             |                   |                   |                   |                         |                         |                         |  |  |       |       |       |
|  | Szwecja                     | Szwecja           | 1                          |                          |                             | Niemcy                      | Niemcy                      | 1(5)              |                   |                   |                         |                         |                         |  |  |       |       |       |
|  | 21 czerwca 2015 - Montreal  |                   |                            |                          |                             | Niemcy                      | Niemcy                      | 1(5)              |                   |                   |                         |                         |                         |  |  |       |       |       |
|  |                             |                   | Francja                    | Francja                  | 1(4)                        |                             |                             |                   |                   |                   |                         |                         |                         |  |  |       |       |       |
|  | Francja                     | Francja           | Francja                    | Francja                  | 1(4)                        | 3                           |                             |                   |                   |                   |                         |                         |                         |  |  |       |       |       |
|  | Francja                     | Francja           |                            |                          |                             | 3                           | 5 lipca 2015 - Vancouver    |                   |                   |                   |                         |                         |                         |  |  |       |       |       |
|  | Korea Południowa            | Korea Południowa  | 0                          |                          |                             |                             |                             |                   |                   |                   |                         |                         |                         |  |  |       |       |       |
|  | Korea Południowa            | Korea Południowa  | 0                          |                          |                             | Stany Zjednoczone           | Stany Zjednoczone           | 5                 |                   |                   |                         |                         |                         |  |  |       |       |       |
|  | 21 czerwca 2015 - Moncton   |                   |                            |                          |                             | Stany Zjednoczone           | Stany Zjednoczone           | 5                 |                   |                   |                         |                         |                         |  |  |       |       |       |
|  |                             |                   | Japonia                    | Japonia                  | 2                           |                             |                             |                   |                   |                   |                         |                         |                         |  |  |       |       |       |
|  | Brazylia                    | Brazylia          | Japonia                    | Japonia                  | 2                           | 0                           |                             |                   |                   |                   |                         |                         |                         |  |  |       |       |       |
|  | Brazylia                    | Brazylia          | 27 czerwca 2015 - Edmonton |                          |                             | 0                           |                             |                   |                   |                   |                         |                         |                         |  |  |       |       |       |
|  | Australia                   | Australia         | 1                          |                          |                             |                             |                             |                   |                   |                   |                         |                         |                         |  |  |       |       |       |
|  | Australia                   | Australia         | 1                          |                          |                             | Australia                   | Australia                   | 0                 |                   |                   |                         |                         |                         |  |  |       |       |       |
|  | 23 czerwca 2015 - Vancouver |                   |                            |                          |                             | Australia                   | Australia                   | 0                 |                   |                   |                         |                         |                         |  |  |       |       |       |
|  |                             |                   | Japonia                    | Japonia                  | 1                           |                             |                             |                   |                   |                   |                         |                         |                         |  |  |       |       |       |
|  | Japonia                     | Japonia           | Japonia                    | Japonia                  | 1                           | 2                           |                             |                   |                   |                   |                         |                         |                         |  |  |       |       |       |
|  | Japonia                     | Japonia           |                            |                          |                             | 2                           | 1 lipca 2015 - Edmonton     |                   |                   |                   |                         |                         |                         |  |  |       |       |       |
|  | Holandia                    | Holandia          | 1                          |                          |                             |                             |                             |                   |                   |                   |                         |                         |                         |  |  |       |       |       |
|  | Holandia                    | Holandia          | 1                          |                          |                             | Japonia                     | Japonia                     | 2                 |                   |                   |                         |                         |                         |  |  |       |       |       |
|  | 22 czerwca 2015 - Ottawa    |                   |                            |                          |                             | Japonia                     | Japonia                     | 2                 |                   |                   |                         |                         |                         |  |  |       |       |       |
|  |                             |                   | Anglia                     | Anglia                   | 1                           |                             |                             | Mecz o 3. miejsce | Mecz o 3. miejsce | Mecz o 3. miejsce |                         |                         |                         |  |  |       |       |       |
|  | Norwegia                    | Norwegia          | Anglia                     | Anglia                   | 1                           | 1                           |                             |                   |                   | Mecz o 3. miejsce |                         |                         |                         |  |  |       |       |       |
|  | Norwegia                    | Norwegia          |                            |                          | 27 czerwca 2015 - Vancouver | 27 czerwca 2015 - Vancouver | 27 czerwca 2015 - Vancouver |                   |                   |                   | 4 lipca 2015 - Edmonton | 4 lipca 2015 - Edmonton | 4 lipca 2015 - Edmonton |  |  |       |       |       |
|  | Anglia                      | Anglia            | 2                          |                          | 27 czerwca 2015 - Vancouver | 27 czerwca 2015 - Vancouver | 27 czerwca 2015 - Vancouver |                   |                   |                   | 4 lipca 2015 - Edmonton | 4 lipca 2015 - Edmonton | 4 lipca 2015 - Edmonton |  |  |       |       |       |
|  | Anglia                      | Anglia            | 2                          |                          |                             | Anglia                      | Anglia                      | 2                 | Niemcy            | Niemcy            | 0                       |                         |                         |  |  |       |       |       |
|  | 21 czerwca 2015 - Vancouver |                   |                            |                          |                             | Anglia                      | Anglia                      | 2                 | Niemcy            | Niemcy            | 0                       |                         |                         |  |  |       |       |       |
|  |                             |                   | Kanada                     | Kanada                   | 1                           |                             |                             | Anglia            | Anglia            | 1                 |                         |                         |                         |  |  |       |       |       |
|  | Kanada                      | Kanada            | Kanada                     | Kanada                   | 1                           | 1                           |                             | Anglia            | Anglia            | 1                 |                         |                         |                         |  |  |       |       |       |
|  | Kanada                      | Kanada            |                            |                          |                             |                             |                             |                   |                   |                   |                         |                         |                         |  |  |       |       |       |
|  | Szwajcaria                  | Szwajcaria        | 0                          |                          |                             |                             |                             |                   |                   |                   |                         |                         |                         |  |  |       |       |       |
|  | Szwajcaria                  | Szwajcaria        | 0                          |                          |                             |                             |                             |                   |                   |                   |                         |                         |                         |  |  |       |       |       |

### 1/8 finału
| 20 czerwca 2015 16:00 (UTC-4) | Niemcy · Mittag 24' · Šašić 36' (k.), 78' · Marozsan 88' | 4:1(2:0)Raport | Szwecja · 82' Sembrant | Frank Clair Stadium, Ottawa Widzów: 22 486 Sędzia: Ri Hyang-ok |
|                               |                                                          |                |                        |                                                                |

| 20 czerwca 2015 17:30 (UTC-6) | Chiny · Wang 12' | 1:0(1:0)Raport | Kamerun | Commonwealth Stadium, Edmonton Widzów: 15 958 Sędzia: Bibiana Steinhaus |
|                               |                  |                |         |                                                                         |

| 21 czerwca 2015 14:00 (UTC-3) | Brazylia | 0:1(0:0)Raport | Australia · 80' Simon | Stade Moncton, Moncton Widzów: 12 054 Sędzia: Teodora Albon |
|                               |          |                |                       |                                                             |

| 21 czerwca 2015 16:00 (UTC-4) | Francja · Delie 4', 48' · Thomis 8' | 3:0(2:0)Raport | Korea Południowa | Stadion Olimpijski, Montreal Widzów: 15 518 Sędzia: Salome Di Iorio |
|                               |                                     |                |                  |                                                                     |

| 21 czerwca 2015 16:30 (UTC-7) | Kanada · Belanger 52' | 1:0(0:0)Raport | Szwajcaria | BC Place, Vancouver Widzów: 53 855 Sędzia: Anna-Marie Keighley |
|                               |                       |                |            |                                                                |

| 22 czerwca 2015 17:00 (UTC-4) | Norwegia · Gulbrandsen 54' | 1:2(0:0)Raport | Anglia · 61' Houghton · 76' Bronze | Frank Clair Stadium, Ottawa Widzów: 19 829 Sędzia: Esther Staubli |
|                               |                            |                |                                    |                                                                   |

| 22 czerwca 2015 18:00 (UTC-6) | Stany Zjednoczone · Morgan 53' · Lloyd 66 k.' | 2:0(0:0)Raport | Kolumbia | Commonwealth Stadium, Edmonton Widzów: 19 412 Sędzia: Stephanie Frappart |
|                               |                                               |                |          |                                                                          |

| 23 czerwca 2015 19:00 (UTC-7) | Japonia · Ariyoshi 10' · Sakaguchi 78' | 2:1(1:0)Raport | Holandia · van de Ven 92+2' | BC Place, Vancouver Widzów: 28 717 Sędzia: Lucila Venegas |
|                               |                                        |                |                             |                                                           |

### Ćwierćfinały
| 26 czerwca 2015 16:00 (UTC-4)                  | Niemcy · Šašić 84' (k.) | 1:1, po dogrywce k. 5:4(0:0)Raport        | Francja · 64' Nécib | Stadion Olimpijski, Montreal Widzów: 24 859 Sędzia: Carol Chenard |
|                                                |                         |                                           |                     |                                                                   |
|                                                |                         | Rzuty karne                               |                     |                                                                   |
| Behringer · Laudehr · Peter · Marozsán · Šašić |                         | Thiney · Abily · Nécib · Renard · Lavogez |                     |                                                                   |

| 26 czerwca 2015 19:30 (UTC-4) | Chiny | 0:1(0:0)Raport | Stany Zjednoczone · 51' Lloyd | Frank Clair Stadium, Ottawa Widzów: 24 141 Sędzia: Carina Vitulano |
|                               |       |                |                               |                                                                    |

| 27 czerwca 2015 14:00 (UTC-6) | Australia | 0:1(0:0)Raport | Japonia · 87' Iwabuchi | Commonwealth Stadium, Edmonton Widzów: 19 814 Sędzia: Kateryna Monzul |
|                               |           |                |                        |                                                                       |

| 27 czerwca 2015 16:30 (UTC-7) | Anglia · Taylor 11' · Bronze 14' | 2:1(2:1)Raport | Kanada · 42' Sinclair | BC Place, Vancouver Widzów: 54 027 Sędzia: Claudia Umpierrez |
|                               |                                  |                |                       |                                                              |

### Półfinały
| 30 czerwca 2015 19:00 (UTC-4) | Stany Zjednoczone · Lloyd 69' (k.) · O’Hara 84' | 2:0(0:0)Raport | Niemcy | Stadion Olimpijski, Montreal Widzów: 51 176 Sędzia: Teodora Albon |
|                               |                                                 |                |        |                                                                   |

| 1 lipca 2015 17:00 (UTC-6) | Japonia · Miyama 33' (k.) · Bassett 90+2' (sam.) | 2:1(1:1)Raport | Anglia · 40' (k.) Williams | Commonwealth Stadium, Edmonton Widzów: 31 467 Sędzia: Anna-Marie Keighley |
|                            |                                                  |                |                            |                                                                           |

### Mecz o 3. miejsce
| 4 lipca 2015 14:00 (UTC-6) | Niemcy | 0:1 po dogrywce(0:0, 0:0)Raport | Anglia · 108' (k.) Williams | Commonwealth Stadium, Edmonton Widzów: 21 483 Sędzia: Ri Hyang-ok |
|                            |        |                                 |                             |                                                                   |

### Finał
| 5 lipca 2015 16:00 (UTC-7) | Stany Zjednoczone · Lloyd 3', 5', 16' · Holiday 14' · Heath 54' | 5:24:1raport | Japonia · 27' Ōgimi · 52' (sam.) Johnston | BC Place, Vancouver Widzów: 53 341 Sędzia: Kateryna Monzul |
|                            |                                                                 |              |                                           |                                                            |

## Strzelczynie
6 bramek
- Carli Lloyd
- Célia Šašić

5 bramek
- Anja Mittag

3 bramki
- Kyah Simon
- Fara Williams
- Marie-Laure Delie
- Eugénie Le Sommer
- Gaëlle Enganamouit
- Ada Hegerberg
- Ramona Bachmann
- Fabienne Humm

2 bramki
- Lucy Bronze
- Karen Carney
- Lisa De Vanna
- Wang Lisi
- Wang Shanshan
- Kirsten van de Ven
- Aya Miyama
- Yūki Ōgimi
- Christine Sinclair
- Lady Andrade
- Madeleine Ngono Mani
- Gabrielle Onguéné
- Sara Däbritz
- Lena Petermann
- Solveig Gulbrandsen
- Sabell Herlovsen
- Megan Rapinoe
- Linda Sembrant
- Orathai Srimanee
- Ange N'Guessan

1 bramka
- Steph Houghton
- Fran Kirby
- Jodie Taylor
- Lisa De Vanna
- Andressa Alves
- Formiga
- Marta
- Raquel
- Angie Ponce
- Amandine Henry
- Louisa Nécib
- Élodie Thomis
- Verónica Boquete
- Victoria Losada
- Lieke Martens
- Saori Ariyoshi
- Mana Iwabuchi
- Mizuho Sakaguchi
- Aya Sameshima
- Yuika Sugasawa
- Christine Manie
- Ajara Nchout
- Josée Bélanger
- Ashley Lawrence
- Christine Sinclair
- Daniela Montoya
- Catalina Usme
- Cho So-hyun
- Jeon Ga-eul
- Ji So-yun
- Kim Soo-yun
- Melissa Herrera
- Raquel Rodríguez
- Karla Villalobos
- Fabiola Ibarra
- Verónica Pérez
- Melanie Behringer
- Simone Laudehr
- Melanie Leupolz
- Dzsenifer Marozsán
- Alexandra Popp
- Ngozi Okobi
- Francisca Ordega
- Asisat Oshoala
- Rebekah Stott
- Hannah Wilkinson
- Maren Mjelde
- Trine Rønning
- Tobin Heath
- Lauren Holiday
- Alex Morgan
- Kelley O’Hara
- Christen Press
- Abby Wambach
- Eseosa Aigbogun
- Ana-Maria Crnogorčević
- Martina Moser
- Nilla Fischer
- Sofia Jakobsson
- Thanatta Chawong
- Josée Nahi

1 Samobójczy
- Laura Bassett (w meczu przeciwko Japonii)
- Jennifer Ruiz (w meczu przeciwko Francji)
- Desire Oparanozie (w meczu przeciwko Szwecji)

2 Samobójcze
- Angie Ponce (oba w meczu przeciwko Szwajcarii)